# ヘソワゴマモドキ
ヘソワゴマモドキ（臍輪独楽擬き）、学名 Pseudominolia tramieri はニシキウズ科に分類される殻径5-9mmほどの巻貝の一種。西太平洋の熱帯域に分布する。和名は同じ科に分類されているヘソワゴマによく似た種という意味。
属名はラテン語の pseudo-（偽物の-）とコシダカシタダミ属の学名 Minolia （"Mino-Sima"＝山口県見島に因む属名）とを合わせたもの。
種小名の tramieri は Bernard Tramier（仏：1943-）への献名（#分類の項参照）。

## 分布
熱帯西太平洋。
- 日本（小笠原諸島以南）[2]。
- フィリピン[1]。

## 形態
大きさと全形

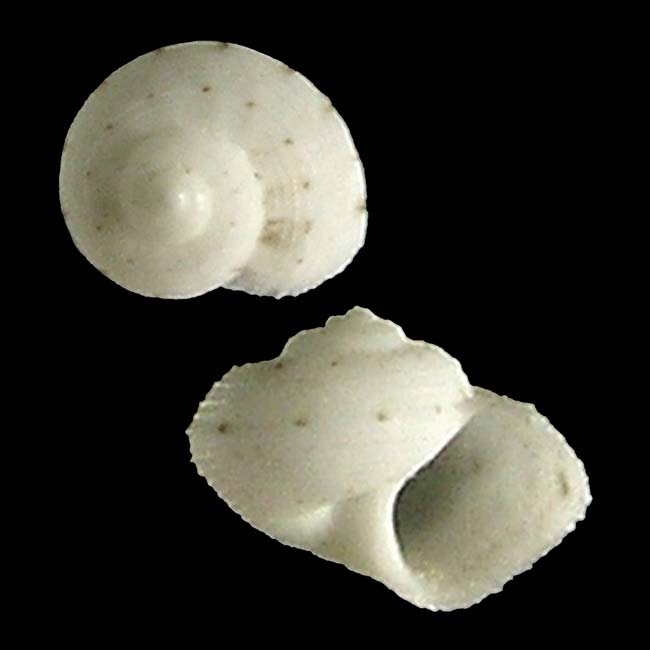
やや若い個体

成貝では殻高（殻長）4-7mm、殻径5-9mm前後。そろばん玉の周縁を丸くしたような独楽型で、上半部と下半部は同程度に膨らむ。殻は薄質で軽い。
彫刻
縫合下には狭い平坦部があり肩を作る。この平坦部には放射状彫刻とまばらな弱い螺肋があり、交わって彫刻を造る。肩より下の上半部には相互にやや離れる螺肋が4-7本あり、その間に細かい縦刻みがある。螺肋は概ね平滑でザラザラ感はない。周縁より下には細い螺肋がおよそ11本前後あり、細かい縦刻が交わる。
殻口と臍孔
殻口は丸みのある歪んだ菱形。殻口外唇は薄く単純で、外面の螺肋なりに波打つ。軸唇内縁も概ね単純で、一見似ているヘソワゴマの軸唇のような目立つ波曲や凹凸などはない。しかし軸唇外側（臍孔側）には小さい丸みのある歯状の張り出しがあり、これが成長とともに連続することで臍孔内壁に1本の輪状肋を形成する。臍孔は広くはないが明瞭に開き、その直径は殻径の20%ほどである。臍孔の外輪も螺肋で縁取られるがキール状にはならない。
殻色
原殻は白色。後成殻の基調色は白色から黄白色で、そこに不定形の雲状斑が出る。雲状斑は帯緑色や紅色など個体により変異があり、殻頂側から見ると概ね放射状に配置される。また肩や周縁付近を中心に螺肋上の所々に暗色斑が出ることが多い。
蓋
本種については報告されていないが、このグループの蓋は薄い角質で、円形の多旋型である。
軟体
詳細不明。

## 生態
潮下帯から浅海（水深6m-150m）に見られ、死殻は水深127mから330mにかけての海底からもドレッジで採集されている。その他の詳しい生態は不明。

## 分類
原記載
- 原記載名：Pseudominolia tramieri Poppe, Tagaro & Dekker, 2006
- 原記載文献：Visaya, Supplement 2, p.109-110, 224 [pl. 74, figs. 1-4] [1].
- タイプ産地：「The Philippines, Caubian Island.」（フィリピン、カウビアン島）
- タイプ標本：
  - ホロタイプ　殻高 4.6mm・殻径 6.1mm.  フィリピン国立博物館所蔵。
  - パラタイプ-1　殻高4.0mm・殻径 5.4mm.  パリ自然史博物館所蔵（標本番号：Moll. 5371）。
  - パラタイプ-2　殻高 7.0mm・殻径 9.1mm. Conchology, Inc.（フィリピンに拠点を置く標本商）所蔵。
  - パラタイプ-3　殻高 6.8mm・殻径 9.4mm. （〃）

種小名の語源
種小名の tramieri は「Tramierの…」の意で、本種の発見につながった海洋生物調査プロジェクト「Panglao 2004」を支援した基金 Total Foundation for Biodiversity and the Sea の当時の専務理事 Bernard Tramier （仏：1943-）への献名。この献名はパリ自然史博物館の軟体動物研究者フィリップ・ブシェから要請されたもの。
属の分類

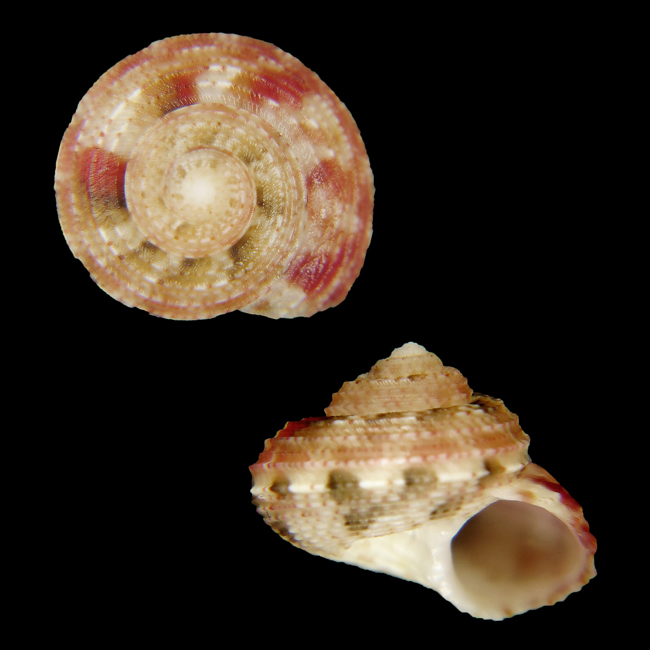
S. sanjuanensis

原記載時から Pseudominolia 属に分類されているが、最も類似した種として比較されているのは別科に分類されている Solariella sanjuanensis （下記参照）であり、この属の他種との比較はない。本属への分類は暫定的なものであり、今後の歯舌などの研究に俟つと記載者らは述べている。
類似種

ヘソワゴマ

- ヘソワゴマ Monilea belcheri (Philippi, 1849)

ヘソワゴマモドキとは別属に分類されている種。和名が示すとおり全形や彫刻などが相互に似ているが、本種の軸唇の内側（殻口側）には弱い突起と切れ込みがあるため軸唇内縁に明瞭な波曲ができること、上面の螺肋が顆粒状になってザラザラ感があること、殻径20mmほどまで大きくなることなどでヘソワゴマモドキと区別される。紀伊半島以南の浅海の砂底に生息する。
- Solariella sanjuanensis Poppe, Tagaro & Dekker, 2006

別科のヒカリシタダミ科に分類されている種だが、ヘソワゴマモドキと同じ論文内で新種として記載され、相互に最も似ている種として比較されている。大きさ、全形、彫刻、色彩変異のパターンなどが似通っているが、本種の軸唇の外側（臍孔側）には突出がないこと、螺塔がより高まることなどでヘソワゴマモドキと区別される。フィリピンの水深0-180mから知られる。

## 人との関係
特に知られていない。